# 沃莱利尼翁河
沃莱利尼翁河（法語：Lignon du Velay，法語發音：[liɲɔ̃ dy vəlɛ]，意即为“沃莱的利尼翁河”），或纯音译作利尼翁迪沃莱河，是法国上卢瓦尔省与阿尔代什省的河流，是卢瓦尔河的右支流，长85.1千米。“沃莱”后缀是为了与另一条利尼翁河（福雷利尼翁河）作区分。